# Culey-le-Patry
Culey-le-Patry és un municipi francès situat al departament de Calvados i a la regió de Normandia. L'any 2007 tenia 335 habitants.

## Demografia

### Població
El 2007 la població de fet de Culey-le-Patry era de 335 persones. Hi havia 128 famílies de les quals 28 eren unipersonals (8 homes vivint sols i 20 dones vivint soles), 48 parelles sense fills, 40 parelles amb fills i 12 famílies monoparentals amb fills.
La població ha evolucionat segons el següent gràfic:
Habitants censats

### Habitatges
El 2007 hi havia 164 habitatges, 132 eren l'habitatge principal de la família, 23 eren segones residències i 9 estaven desocupats. Tots els 161 habitatges eren cases. Dels 132 habitatges principals, 109 estaven ocupats pels seus propietaris, 21 estaven llogats i ocupats pels llogaters i 2 estaven cedits a títol gratuït; 2 tenien una cambra, 10 en tenien dues, 19 en tenien tres, 34 en tenien quatre i 67 en tenien cinc o més. 104 habitatges disposaven pel capbaix d'una plaça de pàrquing. A 58 habitatges hi havia un automòbil i a 67 n'hi havia dos o més.

### Piràmide de població
La piràmide de població per edats i sexe el 2009 era:
| Homes | Edats   | Dones |
| ----- | ------- | ----- |
| 0     | 95 o +  | 0     |
| 0     | 90 a 94 | 0     |
| 0     | 85 a 89 | 8     |
| 4     | 80 a 84 | 0     |
| 8     | 75 a 79 | 4     |
| 8     | 70 a 74 | 8     |
| 4     | 65 a 69 | 4     |
| 8     | 60 a 64 | 4     |
| 4     | 55 a 59 | 8     |
| 28    | 50 a 54 | 20    |
| 12    | 45 a 49 | 16    |
| 8     | 40 a 44 | 8     |
| 12    | 35 a 39 | 4     |
| 4     | 30 a 34 | 12    |
| 16    | 25 a 29 | 4     |
| 8     | 20 a 24 | 12    |
| 16    | 15 a 19 | 0     |
| 12    | 10 a 14 | 12    |
| 4     | 5 a 9   | 4     |
| 12    | 0 a 4   | 0     |

## Economia
El 2007 la població en edat de treballar era de 222 persones, 161 eren actives i 61 eren inactives. De les 161 persones actives 146 estaven ocupades (73 homes i 73 dones) i 15 estaven aturades (8 homes i 7 dones). De les 61 persones inactives 27 estaven jubilades, 19 estaven estudiant i 15 estaven classificades com a «altres inactius».

### Ingressos
El 2009 a Culey-le-Patry hi havia 142 unitats fiscals que integraven 350,5 persones, la mediana anual d'ingressos fiscals per persona era de 17.316 €.

### Activitats econòmiques
Dels 5 establiments que hi havia el 2007, 1 era d'una empresa de construcció, 1 d'una empresa de comerç i reparació d'automòbils, 1 d'una empresa d'hostatgeria i restauració, 1 d'una empresa de serveis i 1 d'una entitat de l'administració pública.
Dels 2 establiments de servei als particulars que hi havia el 2009, 1 era una fusteria i 1 restaurant.
L'any 2000 a Culey-le-Patry hi havia 17 explotacions agrícoles que ocupaven un total de 657 hectàrees.

## Poblacions més properes
El següent diagrama mostra les poblacions més properes.